# 硒化镍
硒化镍是一种无机化合物，化学式为NiSe。

## 制备与结构
通常，NiSe可以通过高温下的元素反应来制备，但该反应会得到混合相的产物。如果在相对温和的条件下，如在装有液氨的压力容器下用单质反应，可以得到产物。
它和许多相关材料一样，有着砷化镍结构，其中，镍是八面体的，硒是三角棱柱形的。